# Rocky Raccoon
〈Rocky Raccoon〉는 1968년 영국의 록 밴드 비틀즈의 더블 음반 《The Beatles》의 곡이다. 작곡은 주로 폴 매카트니가 썼지만, 레논-매카트니 파트너십을 인정받았다. 매카트니는 1968년 초에 비틀즈가 초월명상을 공부하던 인도의 리시케시에서 이 곡을 쓰기 시작했다. 비틀즈 퇴각 중인 존 레논과 스코틀랜드의 싱어송라이터 도노반도 이 곡에 기여했다. 빌 맨틀로와 키스 기펜이 만든 마블 코믹스의 캐릭터 로켓 라쿤은 이 곡의 제목과 일부 가사에 영감을 받았다.

## 텔레비전 쇼
1988년에 그것은 CBS TV 네트워크에서 텔레비전 각색으로서 만들어졌다. 이 쇼는 MTM 엔터프라이즈가 제작했다.